# I.Ae. 25 Mañque
Le I.Ae. 25 Mañque était un planeur militaire argentin pour le transport de troupes, conçu à l'Instituto Aerotecnico. Le prototype fut terminé le 11 août 1945, et il vola une seule fois avant d'être radié. Sa structure était construite avec des bois argentins : le mañio, l'araucaria et le guatambú.
Son design était basé sur le planeur militaire américain Waco CG-4A, sa configuration extérieure était très similaire. Il pouvait contenir un équipage composé de 2 personnes, et transporter jusqu'à 13 soldats.